# Іванопільський цукровий завод
Іванопільський цукровий завод — підприємство харчової промисловості в селищі Іванопіль Чуднівського району Житомирської області.

## Історія
Цукровий завод у селищі Янушпіль Янушпільської волості Житомирського повіту Волинської губернії Російської імперії був побудований в 1886 році, сировиною для виробництва цукру був цукровий буряк.
У ході Громадянської війни завод постраждав, але надалі був відновлений. В ході індустріалізації 1930-х років він був реконструйований.
Під час Другої світової війни з липня 1941 року до січня 1944 року селище було окуповано німецькими військами. Завод зазнав руйнації, але відповідно до планів четвертої п'ятирічки роботу заводу відновили.
У 1946 році селище Янушпіль перейменували в Іванопіль, і назва підприємства змінилася на Іванопільський цукровий завод.
У 1957 році було збудовано нове приміщення цеху з переробки цукрових буряків з установкою дифузії «Роберта» ємністю 600 л, а в 1961—1967 роках на заводі провели реконструкцію енергетичної бази, електрифікацію та реконструювали технологічні цехи.
Надалі, цукровий завод було перетворено на цукровий комбінат (до складу якого крім заводу увійшов Іванопольський радгосп, який забезпечував підприємство цукровим буряком).
В цілому, за радянських часів цукровий комбінат був найбільшим підприємством селища Іванопіль.
Після проголошення незалежності України державне підприємство було перетворено на відкрите акціонерне товариство. У жовтні 1995 року Кабінет міністрів України ухвалив рішення про приватизацію цукрового заводу.
Розпочата у 2008 році економічна криза та вступ України до СОТ (після якого в країну було дозволено імпорт цукру-сирцю за пільговою митною ставкою) ускладнили становище підприємства. У 2008 році завод було законсервовано, а потім продано київській компанії ТОВ «Мультіброк» і в 2009—2010 роки знищено.